# Manjići
Manjići (lat. Lotidae), porodica riba iz reda bakalarki. Sastoji se od šest roodova s ukupno 22 vrste koje karakteriziraju bradati pipci. Neke vrste žive u dubokom moru a jedna čak i u rijekama dunavskog sliva.
U Jadranu je porodica zastupljena od dva roda s četiri vrste. Manjić (Lota lota) je slatkovodna vrsta i jedini slatkovodni predstavnik bakalarki ili tovarki.

## Vrste
1. Brosme brosme (Ascanius, 1772)
2. Ciliata mustela (Linnaeus, 1758)
3. Ciliata septentrionalis (Collett, 1875)
4. Ciliata tchangi Li, 1994
5. Enchelyopus cimbrius (Linnaeus, 1766)
6. Gaidropsarus argentatus (Reinhardt, 1837)
7. Gaidropsarus biscayensis (Collett, 1890),  Ugorova majka zubuša
8. Gaidropsarus capensis (Kaup, 1858)
9. Gaidropsarus ensis (Reinhardt, 1837)
10. Gaidropsarus granti (Regan, 1903)
11. Gaidropsarus guttatus (Collett, 1890)
12. Gaidropsarus insularum Sivertsen, 1945
13. Gaidropsarus macrophthalmus (Günther, 1867)
14. Gaidropsarus mediterraneus (Linnaeus, 1758), Ugorova majka mrkulja, gružja mati, gruževica
15. Gaidropsarus novaezealandiae (Hector, 1874)
16. Gaidropsarus pakhorukovi Shcherbachev, 1995
17. Gaidropsarus parini Svetovidov, 1986
18. Gaidropsarus vulgaris (Cloquet, 1824), Ugorova majka pečatica
19. Lota lota (Linnaeus, 1758)
20. Molva dypterygia (Pennant, 1784), Morski manjić
21. Molva macrophthalma (Rafinesque, 1810)
22. Molva molva (Linnaeus, 1758)